# WildBrain
WildBrain (antes conocida como DHX Media) es un estudio de animación fundado en 2006 por Chris Bartleman y Blair Peters. La compañía está localizada en Halifax, Nueva Escocia, Canadá.

## Series originales de DHX Media
- Kid vs Kat (En coproducción con YTV y Disney XD)
- Ser Ian (En coproducción con Nelvana Limited)
- Academia de titanes (En coproducción con Nelvana Limited)
- D'Myna Leagues
- George de la selva
- Something Else
- Los emocionantes hermanos Adrenalini (En coproducción con Pesky)
- Mimi
- Yvon del Yukon
- Yakkity Yak (en coproducción con Teletoon)
- Caillou (Teletoon y Nickelodeon)
- My Little Pony: La Magia de la Amistad (en coproducción con Hasbro Studios)
- Inspector Gadget (En coproducción de Teletoon)
- Littlest Pet Shop  (en coproducción con Hasbro Studios)
- Chip and Potato
- Loopeados (En coproducción con Teletoon)

## Nerd Corps Entertainment
Adquirida por DHX Media en 2014, Nerd Corps Entertainment fue un estudio canadiense de animación 3D y animación Flash con sede en Vancouver, Canadá. Fue fundada por los exproductores de Mainframe Entertainment, Asaph Fipke y Chuck Johnson en 2002. Entre las series animadas producidas por el estudio están Dragon Booster,  Storm Hawks y Slugterra.

## Producciones
- Dragon Booster (2004-2006)
- Storm Hawks (2007-2009)
- The League of Super Evil (2009-2011)
- Hot Wheels Battle Force 5 (2009-2011)
- Rated A for Awesome (2011)
- Monster High, especiales de televisión (2012)
- Slugterra (2012-2016)
- Max Steel (2013-2016)